# جاده ئی۳۱۴ اروپا
جاده ئی۳۱۴ اروپا (به انگلیسی: European route E314) یکی از جاده‌های درجه ۲ قاره اروپا است.
این جاده از شهر لون (بلژیک) شروع شده و در شهر آخن (آلمان) به پایان می‌رسد.